# Lepidothamnus
Lepidothamnus is een geslacht van coniferen behorend tot de familie Podocarpaceae. Het geslacht omvat drie soorten tweehuizige, groenblijvende bomen, struiken en kruipende planten. De soort Lepidothamnus fonkii komt voor in zuidelijk Chili en Argentinië, waar deze als lage struik of kruipende plant in moerassen groeit. De andere twee soorten komen voor in Nieuw-Zeeland.

## Soorten
- Lepidothamnus fonkii Phil.
- Lepidothamnus intermedius (Kirk) Quinn
- Lepidothamnus laxifolius (Hook.f.) Quinn

Acmopyle · 
Afrocarpus · 
Dacrycarpus · 
Dacrydium · 
Falcatifolium · 
Halocarpus · 
Lagarostrobos · 
Lepidothamnus · 
Manoao · 
Microcachrys · 
Microstrobos · 
Nageia · 
Parasitaxus · 
Podocarpus · 
Prumnopitys · 
Retrophyllum · 
Saxegothaea · 
Sundacarpus